# Arthur Heygate Mackmurdo
Arthur Heygate Mackmurdo (Londra, 12 dicembre 1851 – Wickham Bishops, 15 marzo 1942) è stato un architetto e designer inglese, precursore del Movimento Moderno e importante per il primo Art Nouveau inglese.

## Biografia

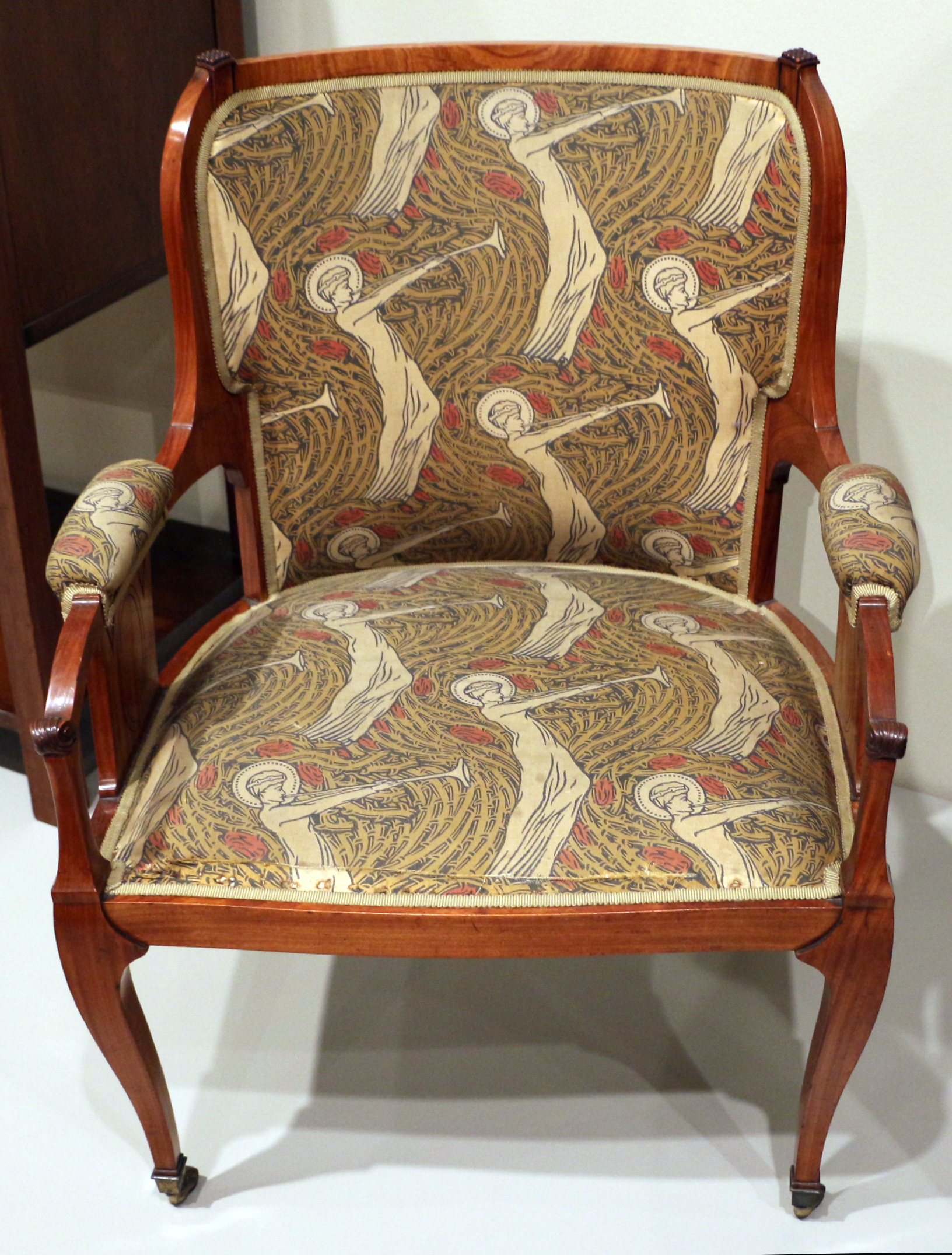
Poltrona, con tappezzeria disegnata da Herbert Horne, 1885

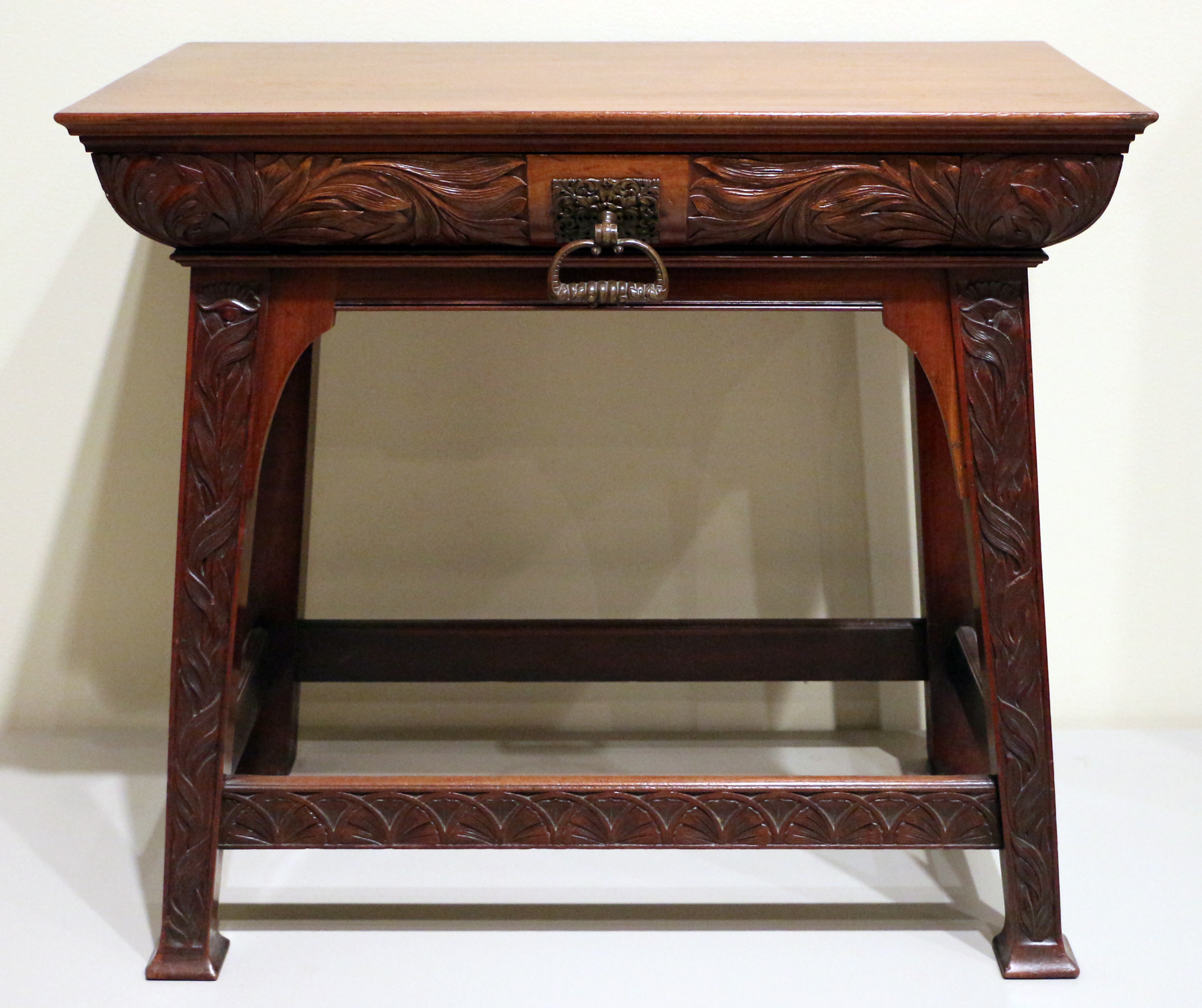
Tavolino, 1890

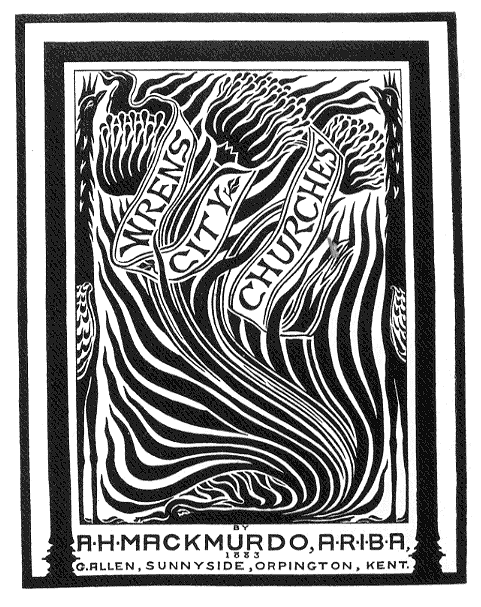
Disegno della copertina del libro sulle chiese londinesi di Wren, 1883

Architetto e designer nato a Londra, Mackmurdo studiò alla Ruskin School of Drawing and Fine Art di Oxford e viaggiò con John Ruskin in Italia, dopo di che cominciò la sua carriera nello studio dell'architetto James Brooks.
Sin da giovane partecipò alle conferenze di John Ruskin, scrittore e teorico dell'arte, 
il cui incontro si rivelerà fondamentale.
Ruskin, in base alla sua teoria generale, affermò che l'uomo e la sua arte devono essere profondamente radicati nella natura e nell'etica, inoltre apprezzò soprattutto il carattere corale della produzione artistica ed architettonica gotica, nella quale l'operaio ha un ampio margine di creatività, consentito dall'irregolarità dell'opera complessiva, definendola come il migliore ordine architettonico. 
Inoltre per Ruskin, ogni motivo ornamentale deve essere ispirato dalla natura, una natura fortemente stilizzata.
Infine Ruskin reputava importante la funzione sociale dell'arte e sosteneva la necessità di creare, come nel Medioevo, corporazioni di artisti.
In questo modo, Mackmurdo, sempre più convinto della validità di queste teorie e forte dei consigli di William Morris, uno tra i principali fondatori del movimento delle Arts and Crafts, antesignano dei moderni designer e molto influente sull'architettura e sugli architetti del suo tempo, considerato da molti il padre del Movimento Moderno, Mackmurdo fondò nel 1882 il 'Century Guild', un'associazione di pittori, scultori, smaltisti e artigiani del metallo,che esposero i loro prodotti a Liverpool nel 1886.
Ancora giovane Mackmurdo si dedicò attivamente al disegno per stoffe, arazzi, lavori in metallo e mobili, ispirandosi al linguaggio preraffaellita, ma aderente al clima delle Arts and Crafts e di Morris,caratterizzate per l'eleganza della decorazione floreale dal ritmo fluido e ondulato.
Risalì al 1883 il disegno della copertina di un libro sulle chiese londinesi di Wren, ritenuto un anticipatore essenziale della formazione dell'Art Nouveau.
Dall'anno seguente fondò e curò la rivista The Hobby Horse.
Dopo il 1904 si dedicò prevalentemente a studi socioeconomici.
Come architetto si distinse per i numerosi progetti interessanti, anche se non tutti vennero realizzati. Da menzionare le case a West Kensington e ad Enfield.
Le sue architetture per le case private, anticiparono per la struttura, l'eleganza e la semplicità, gli studi e i progetti di Charles Francis Annesley Voysey, anche lui seguace delle idee del Morris.
Gli oggetti creati, si caratterizzarono per un approccio innovativo, per la semplicità delle forme, le linee addolcite grazie agli elementi naturali o organici, il design rigoroso ed essenziale.
Mackmurdo si dimostrò molto influente sia in Inghilterra sia nell'Europa continentale.

## Opere principali
- 6 (Halcyon) (1874–1876);
- 8 (Brooklyn) Enfield (1883);
- 16 Redington Road, Hampstead (1889);
- 12 Hans Road, Chelsea (1894);
- 25 Cadogan Gardens, Chelsea (1893–1894);
- 109–13, Charterhouse Street (1900).